# Песанья, Камилу
Камилу де Алмейда Песанья (порт. Camilo Pessanha; 7 сентября 1867, Коимбра — 1 марта 1926, Макао) — португальский поэт, эссеист, журналист, юрист, прокурор, педагог.

## Биография
Был внебрачным сыном аристократа. До 1891 года изучал право в Коимбрском университете. В 1892 г. служил прокурором в Миранделе, юристом в Обидуше.
Свою литературную деятельность Песанья начал с сотрудничества в журналах и газетах в 1889 году. Как поэт дебютировал в середине 1880-х годов. Известность приобрёл среди современников (сторонников символистской поэзии), которые читали его стихи, переписанные от руки. Значительное влияние на его становление как поэта оказала не только поэзия французских символистов (Ш. Бодлера и П. Верлена, но также португальцев Антониу Фейжо и Сезариу Верде.
Поэтику Песанья отличают близкий декадансу эстетизм, музыкальность и многозначность слова; в ряде произведений заметны черты, предвещающие авангардизм.
Популярность снискали его эссе, в том числе сборник «Китай» («China», 1944).
Произведения поэта почти не издавались, писал стихи на случайных разрозненных листках, которые терялись или раздаривались. Лишь в 1922 году (по настоянию друзей) он издал небольшой поэтический сборник «Клепсидра» («Clepsidra»), когда поэту было уже 53 года. Небольшой томик составляет всё наследие одного из величайших поэтов Португалии.
В 1894 году поэт отправился служить на Макао, где занимался преподавательской деятельностью: в течение трёх лет был профессором философии в лицее. На Макао ему довелось провести в «добровольной ссылке» тридцать два года, до самой своей смерти.
Творчество Песаньи оказало значительное влияние на Ф. Пессоа и других португальских поэтов XX века.